# Muntean/Rosenblum
Muntean/Rosenblum (Markus Muntean; * 1962 in Graz, Österreich und Adi Rosenblum; * 1962 in Haifa, Israel) sind ein Künstlerpaar.

## Leben
Adi Rosenblum studierte von 1982 bis 1987 und Markus Muntean von 1981 bis 1986 an der Akademie der bildenden Künste in Wien. 1992 bildeten sie das Künstlerkollektiv Muntean/Rosenblum. Gemeinsam leiteten sie von 1995 bis 1998 Bricks & Kicks, einer der ersten „Off-Spaces“ in Wien und waren damit Mitinitiatoren der florierenden Wiener Artist-Run-Galerienszene. Von 1999 bis 2005 hatten sie die Professur für Kontextuelle Malerei an der Akademie für bildende Künste Wien inne. 2001 erhielten sie den Preis der Stadt Wien für Bildende Kunst.
Einzelausstellungen erfolgten im De Appel Centre for Contemporary Art, Amsterdam, Niederlande (2002); Tate Britain, London (2004); Museo de Arte Contemporáneo de Castilla y León (MUSAC), León, Spanien (2006); Galerie für Zeitgenössische Kunst, Leipzig, Deutschland (2007); und Essl Museum, Klosterneuburg, Österreich (2008). Sie nahmen an den internationalen Gruppenausstellungen „Fantasies and Curiosities“ im Museum Miami Art Museum (2000); „Melodrama“ im MARCO in Vigo (2003); „Rewind/Fast Forward“ in der Neuen Galerie, Graz, Österreich (2009); „The Triumph of Painting“ und „New Blood“, beide in der Saatchi Gallery, London (2006 und 2005) und bei der 26. São Paulo Biennale (2004) teil. In Berlin erregte ihre Installation „Where else“, die bei der 2. Berlin Biennale (2001) zu sehen war, gefolgt von ihren Einzelausstellungen bei Arndt & Partner (2006 und 2008).

## Werk
In den Kompositionen ihrer Zeichnungen wenden das Künstlerpaar Markus Muntean und Adi Rosenblum Methoden des Samplings und Resamplings von Sujets aus der Kunstgeschichte und gegenwärtigen Populärkultur an. Eine intensive Auseinandersetzung mit Pathosformeln der Kunstgeschichte und die Hinterfragung dessen, wie dadurch zum Ausdruck gelangende Emotionen und Affekte in verschiedenen Epochen unterschiedlich artikuliert und interpretiert werden, bilden dabei einen Ausgangspunkt. Motiviken, wie wir sie aus Passionszyklen kennen, werden auf psychologische Dispositionen zeitgenössischer Existenz angewendet und teils zum Ausdruck einer Apathie, die an die Empathie des Gegenübers appelliert. Angestellt wird eine Übertragung von historisch überwältigenden Bildsujets in die Gegenwart, die gleichzeitig eine Diskussion über mediale Bedingungen auslösen, durch die heute Bilder produziert werden. Durch das Aufgreifen von Sprache und Schrift dringt in den Zeichnungen von Muntean/Rosenblum eine weitere Ebene ins Bild, die Einblicke in die Komplexität der Herausforderungen gibt, der sich ein subtiles Medium wie die Zeichnung heute zu stellen hat. Dabei befassen Muntean/Rosenblum sich auch mit dem Aspekt eines nomadisch Narrativen. Die Textcollagen bilden in Relation zu den szenischen Kompositionen Aphorismen, die pointiert Phrasen der Populärkultur konterkarieren und durch ihre paradoxe Verknüpfung mit figuralen Darstellungen ein doppeltes Bewusstsein wecken.

## Ausstellungen

### Einzelausstellungen (Auswahl)
| 2020 |  | Espacio Marte, Ciudad de Mexico, Mexico                              |
| 2019 |  | CFalive, Milano, Italy                                               |
|      |  | Ebensperger Rhomberg Gallery, Salzburg, Austria                      |
| 2018 |  | MAC, Museo de Arte Contemporáneo, Coruña, Spanien                    |
|      |  | MOCAK, Museum of Contemporary Art, Kraków, Polen                     |
|      |  | Ron Mandos, Amsterdam, Holland                                       |
| 2017 |  | Parkview Museum, Beijing, China                                      |
| 2014 |  | Institut für zeitgenössische Kunst, Nürnberg, Deutschland            |
| 2013 |  | Philara Sammlung zeitgenössischer Kunst, Düsseldorf, Deutschland     |
| 2012 |  | CAC Málaga, Málaga, Spanien                                          |
| 2008 |  | Essl Museum, Klosterneuburg/Wien, Österreich                         |
|      |  | Arndt & Partner, Berlin, Germany                                     |
| 2006 |  | MUSAC, Museo de Arte Contemporáneo de Castilla y León, León, Spanien |
|      |  | Arndt & Partner, Berlin, Germany                                     |
|      |  | Centre d´Art Santa Mònica CASM, Barcelona, Spanien                   |
|      |  | Filmpräsentation at MAK, Wien, Österreich                            |
|      |  | Kunsthalle Budapest, Budapest, Ungarn                                |
| 2005 |  | Maureen Paley, London, Großbritannien                                |
|      |  | Viennale 2005, Gartenbau Kino, Wien, Österreich                      |
| 2004 |  | Tate Britain, Art Now, London, Großbritannien                        |
|      |  | Australian Centre for Contemporary Art, Melbourne, Australien        |
| 2002 |  | Kunsthaus Bregenz, Bregenz, Österreich                               |
|      |  | De Appel, Amsterdam, Holland                                         |
| 2000 |  | SECESSION, Wien, Österreich                                          |
|      |  | Kunsthaus Glarus, Glarus, Schweiz                                    |

### Gruppenausstellungen (Auswahl)
| 2020 |  | „Contemporary Models of Realism“, MOCAK, Krakow, Poland                                                                            |
|      |  | „Five Itineraries with a Point of view“, MUSAC, Museo de Arte Contemporáneo de Castilla y León, León, Spain                        |
| 2019 |  | „Trouble in Paradise“, Kunsthal Rotterdam, Rotterdam, Holland                                                                      |
|      |  | „Intriguing Uncertainties“, The Parkview Museum, Beijing, China                                                                    |
|      |  | „A New Age: The Spiritual in Art“, Tel Aviv Museum of Art, Israel                                                                  |
|      |  | „8th Moscow International Biennale of Contemporary Art 2019“, New Tretyakov Gallery, Moscow, Russia                                |
| 2018 |  | „Glaube Liebe Hoffnung“, Kunsthaus Graz, Austria                                                                                   |
|      |  | „Unexpected Narratives“, Norton Museum of Art, West Palm Beach, USA                                                                |
|      |  | „Island in the Sun“, Centro Culture de S. Lorenço, Portugal                                                                        |
|      |  | „Intriguing Uncertainties“, Parkview Museum, Singapore                                                                             |
| 2017 |  | „Imaginery Asia“, Nam June Paik Art Center, Gyeonggi-do, Korea                                                                     |
|      |  | „Oh...Jakob Lena Knebl und die mumok Sammlung“, mumok, Vienna, Austria                                                             |
|      |  | „Spiegelnde Fenster - Reflexionen von Welt und Selbst“, 21er Haus, Vienna, Austria                                                 |
| 2016 |  | „Intriguantes Incertitudes“, Musée d'art moderne et contemporain, Saint-Étienne, Frankreich                                        |
|      |  | „Once in a Lifetime“, Oude Kerk, Amsterdam, Holland                                                                                |
|      |  | „Collection 6“, MOCAK, Kraków, Polen                                                                                               |
|      |  | „L'arte differente“, MAXXI, Rom, Italien                                                                                           |
| 2015 |  | „Drawing Now“, Albertina, Wien, Österreich                                                                                         |
|      |  | „Dialog der Meisterwerke“, Städel Museum, Frankfurt, Deutschland                                                                   |
| 2013 |  | „Nachbilder“, Sammlungsausstellung, Stiftung Galerie für Zeitgenössische Kunst, Leipzig, Deutschland                               |
| 2012 |  | „Die Sammlung“, 21er Haus, Wien, Österreich                                                                                        |
|      |  | „Una Mirada Multiple. Selecciones de la Colección Ella Fontanals-Cisneros“, Museo de Bellas Artes, Havana Biennial, Havana, Kuba   |
| 2011 |  | „ALBERTINA CONTEMPORARY - Gerhard Richter - Kiki Smith“, Albertina, Wien, Österreich                                               |
|      |  | „Körper Codes“, Museum der Moderne, Salzburg, Österreich                                                                           |
| 2010 |  | „Lust und Laster. Die sieben Todsünden von Dürer bis Nauman“, Kunstmuseum Bern in Kooperation mit Zentrum Paul Klee, Bern, Schweiz |
|      |  | „No New Thing Under The Sun“, Royal Academy, London, Großbritannien                                                                |
| 2009 |  | „Being in the World: Selections from the Ella Fontanals-Cisneros Collection“, Cisneros fontanals art foundation, Miami, USA        |
|      |  | „Globalizados/Globalized“, Huesca´s Periferias Festival, MUSAC, Museo de Arte Contemporáneo de Castilla y León, León, Spanien      |
| 2008 |  | „System Mensch. Werke aus der Sammlung des MdM Salzburg“, Museum der Moderne, Salzburg, Österreich                                 |
|      |  | „Freundliche Feinde / Friendly Enemies“, Galerie für Zeitgenössische Kunst, Leipzig, Deutschland                                   |
| 2007 |  | „art_clips.ch.at.de“, ZKM, Karlsruhe, Deutschland                                                                                  |
| 2006 |  | „ARS 06“, Museum of Contemporary Art Kiasma, Helsinki, Finnland                                                                    |
|      |  | „The Triumph of Painting V“, Saatchi Gallery, London, Großbritannien                                                               |
|      |  | „Painting Codes“, Galleria Comunale d´Arte Contemporanea, Monfalcone, Italien                                                      |
| 2005 |  | „Homeland is just around the corner. Contemporary Austrian Photography“, MARCO, Museo de Arte Contemporáneo, Vigo, Spanien         |
|      |  | „Urban Visuals“, Museum of Contemporary Art Kiasma, Helsinki, Finnland                                                             |
| 2004 |  | „26. São Paulo Biennale“, São Paulo, Brasilien                                                                                     |
|      |  | „New Blood“, Saatchi Gallery, London, Großbritannien                                                                               |
|      |  | „Busan Biennale 2004“, Busan, Korea                                                                                                |
|      |  | „Seven Sins“, MUSEION, Museum für Moderne und Zeitgenössische Kunst, Bozen, Italien                                                |
| 2003 |  | „Young Israeli Art“, Tel Aviv Museum of Art, Tel Aviv, Israel                                                                      |
|      |  | „Taktiken des Ego“, Lehmbruck Museum, Duisburg, Deutschland                                                                        |
| 2002 |  | „Contemporary Art Projects“, Seattle Art Museum, Seattle, USA                                                                      |
|      |  | „Figur/Gegenfigur“, Rupertinum Salzburg, Österreich                                                                                |
|      |  | „Das Neue“, Österreichische Galerie Belvedere, Wien, Österreich                                                                    |
| 2001 |  | „2. berlin biennale“, Berlin, Deutschland                                                                                          |
|      |  | „Guarene Arte 2001“, Fondazione Sandretto Re Rebaudengo, Turin, Italien                                                            |
| 2000 |  | „Fantasies and Curosities“, Miami Art Museum, Miami, USA                                                                           |

## Sammlungen
- MoMA, Museum of Modern Art, New York
- Zabludowicz Collection, London, New York
- Ella Fontanals-Cisneros Collection, Miami
- Rubell Family Collection, Miami
- Dicke Collection, Ohio
- The Progressive Art Collection, Ohio
- Burger Collection, Hong Kong
- Belvedere 21er Haus, Vienna, Austria
- Albertina, Vienna, Austria
- EVN Collection, Austria
- Museum für angewandte Kunst (MAK), Vienna, Austria
- MUMOK, Museum moderner Kunst Stiftung Ludwig, Vienna
- Essl Museum, Klosterneuburg, Austria
- Museum der Moderne, Salzburg, Austria
- Neue Galerie, Graz, Austria
- Sammlung BA-CA, Vienna
- Galerie für Zeitgenössische Kunst, Leipzig, Germany
- Museum Kunstpalast, Düsseldorf, Germany
- DekaBank Collection, Frankfurt, Germany
- Tel Aviv Museum of Art, Tel Aviv, Israel
- Advaney Collection, The Hague, Netherlands
- MOCAK, Museum of Contemporary Art Krakau, Poland[32]
- Ellipse Foundation, Alcoitčo, Portugal
- MUSAC, Museo de Arte Contemporáneo de Castilla y Léon, Léon, Spain
- ARCO Foundation, Madrid, Spain
- Coleccion Inelcom Arte Contemporaneo, Madrid, Spain
- VAC – Colección Valencia Arte Contemporánea, Valencia, Spain
- Swiss Re Collection, Zurich, Switzerland